# Humerus tüske
A humerus tüske egy elülső-oldalsó nyúlványa a humerus crista ventralisának, és egyes békák hímjeire jellemző. A leggyakoribb békafajok, amelyek humerus tüskével rendelkeznek az üvegbékák családjából kerülnek ki, de a Ceratophryidae és a Hylidae családok képviselői között is találunk „tüskés vállú” fajokat. Minden esetben csak a hímek rendelkeznek humerus tüskével, a nőstények nem.

## Szerepe
A humerus tüske valószínűleg a hímek egymás közötti harca során fegyverként szolgál. Egyes békafajok egyéb testrészein található csontkinövések hasonló szereppel bírnak, többségük veszélyesebb is, mint a humerus tüske.